# Anna Haining Bates
Anna Haining Swan, épouse Bates (née le 7 août 1846 à Mill Brook, New Annan, Nouvelle-Écosse, morte le 5 août 1888 à Seville, Ohio) est une femme canadienne connue pour être la plus grande femme de son temps (2,41 m).

## Biographie
Elle est la troisième des 13 enfants d'Alexander Swan et d'Ann Graham des immigrants écossais de taille moyenne ; les deux premiers enfants du couple vivent peu longtemps. De taille normale à sa naissance, elle grandit très rapidement. À son 4e anniversaire, elle mesure 137 cm, à son 5e, elle fait 142 cm pour plus de 45 kg. Le jour de son 6e anniversaire, elle mesure 157 cm, quelques centimètres en dessous de la taille de sa mère. Le jour de son 11e anniversaire, elle mesurait 188 cm et pèse 89 kg. À son 15e anniversaire, Bates mesure 210 cm. Elle atteint sa pleine taille trois ans plus tard. À 22 ans, elle pèse 160 kg. Ses pieds mesurent 36 cm de long.
Swan excelle en littérature et en musique et est considérée comme très intelligente. En 1862, Phineas Taylor Barnum, entrepreneur de spectacles de foire, entend parler de la géante de la Nouvelle-Écosse et envoie un agent à New Annan chez la jeune fille âgée de 16 ans, afin de la faire venir à New York en compagnie de sa mère. En plus de la perspective alléchante de toucher mille dollars par mois en se produisant à l'American Museum, à Broadway, Anna se voit offrir la possibilité de poursuivre ses études. Elle étudie le chant et le piano. Elle est présente lors de l'incendie du musée le 13 juillet 1865 ; 18 hommes parviennent à lui faire passer le mur et à la descendre à l'aide de treuils. Le musée est à nouveau victime d'un incendie en mars 1868. Elle fait alors pendant l'été une tournée en Nouvelle-Écosse puis revient aux États-Unis.
En 1871, alors qu'elle est à Halifax pour partir en Europe, Anna Haining Swan rencontre Martin Van Buren Bates, surnommé le géant du Kentucky, qui mesure 231 cm. Ils se marient le 17 juin à l'église St Martin-in-the-Fields de Londres. Ils sont présentés à la reine Victoria qui leur offre une montre en or.
Après la tournée européenne de 14 mois comme le couple le plus grand du monde, le couple s'installe à Seville, achètent 53 ha de terres et font fabriquer des meubles à leur taille. Martin supervise la construction de la maison. La partie principale de la maison a des plafonds de 4,3 m, tandis que les portes sont très larges (2,4 m). La partie arrière de la maison est construite de taille moyenne pour les domestiques et les invités. Le couple élève des chevaux et des bœufs.
Le couple donne naissance à deux enfants. Le premier est une fille née le 19 mai 1872, elle pèse 8,16 kg et meurt à la naissance. Lors d'une tournée à l'été 1878, Anna est enceinte pour la deuxième fois. Le garçon naît à Seville le 18 janvier 1879 et ne vit que 11 heures. Il est le plus gros nouveau-né jamais enregistré, pesant 10,7 kg et mesurant environ 75 cm ; chacun de ses pieds mesure 152 mm de long.
Les Bates reprennent les tournées d'exhibition avec le W.W. Cole Circus à l'été 1879 et de nouveau au printemps 1880. Bates passe tranquillement ses dernières années dans la ferme. Elle se joint à l'église baptiste locale en 1877 et assiste aux offices avec son mari.
Bates meurt subitement et de manière inattendue dans son sommeil, de la tuberculose, chez elle le 5 août 1888, la veille de son 42e anniversaire.

## Source de la traduction
- (en) Cet article est partiellement ou en totalité issu de l’article de Wikipédia en anglais intitulé « Anna Haining Bates » (voir la liste des auteurs).